# Regimentul de infanterie 81 Absheron
Al 81-lea regiment de infanterie Absheron a fost o unitate militară de infanterie a armatei imperiale ruse.
- 7 noiembrie 1732 - Regimentul de infanterie Absheron.
- 29 noiembrie 1796 - Regimentul de muschetari Absheron.

## Campanii
- 1735-1739 - a participat la războiul ruso-turc.
- 1741-1743 - a participat la războiul ruso-suedez.
- 1756-1763 - a participat la Războiul de Șapte Ani.
- 28.09.1760 - a participat la capturarea Berlinului.
- 1763-1768 - a participat la campania poloneză.
- 1768-74 - a participat la războiul ruso-turc
- 1787-1792 - a participat la războiul ruso-turc.
- 1792 - a participat la campania poloneză.
- 1794 - a participat la campania poloneză.

## Comandanți
- 1724-1730 - colonelul Schwan, Ivan
- 1730-1733 - colonelul von Stralon, Iacob
- 1734-1735 - maiorul Atton, Andreias
- 1735-1741 - colonelul Loman, Friedrich
- 1742-1752 - colonelul Leskin, Ivan
- 1752-1755 - colonelul Borozdin, Andrew
- 1755-1756 - colonelul Ginser, Anton
- 1757-1760 - colonelul von Girsheid, Bernhard
- 1761-1762 - locotenent-colonel prințul Dolgorukov, Peter
- 1762-1768 - colonelul prinț Golitsyn, Alexei
- 1768-1773 - colonelul Kolyubakin, Serghei Ivanovici
- 1773-1776 - colonelul Uvarov, Alexandru Fedorovici
- 1777-1786 - colonelul Arșevnev, Peter Isaevici .
- 1787-1789 - colonelul Telegin, Peter
- 1789-1790 - maistrul Levashov, Fedor Ivanovici
- 1790-1796 - colonelul prințului Lobanov-Rostovsky, Dmitri Ivanovici
- 1796-1797 - colonelul Makarov, Evgraf Fedorovici
- 16.08.1898 - 07.07.1800 - locotenent colonel (colonel din 03.10.1799) Karpov, Stepan Timofeevich
- 08/12/1800 - 18/11/804 - colonelul Inzov, Ivan Nikitich
- 01.30.1805 - 08.09.1805 -  prințul colonel Sibirsky, Alexandru Vasilievici 1
- 10.30.1806 - 12.01.1814 - locotenent colonel (colonel din 12.12.1807) Reichel, Abram Abramovici

## Literatură
- Allen WED și Muratoff Paul . Câmpurile de luptă din Caucaz. O istorie a războaielor la granița turco-caucaziană 1828-1921. Cambridge University Press, 1953.
- Богуславский Л. А. Istoria regimentului Absheron. 1700-1892: în 3 volume .   - SPb. : Tip. Min. căi de comunicare (A. Benke), 1892.
- Boguslavsky L. A. Cartea memorială a regimentului Absheron, T. 1.
- Boguslavsky L. A. Memher Absheron (1700-1894). O scurtă istorie a regimentului Absheron pentru soldați, СПб., 1894.